# Битва під Ерікуром
Битва під Ерікуром — перша крупна битва Бургундських війн. Відбулась 13 листопада 1474 року поблизу міста Ерікур між об'єднаними швейцарськими, ельзаськими й австрійськими військами та армією бургундського герцога Карла Сміливого. Завершилась перемогою союзників.

## Хід битви
Восени 1474 року вісімнадцятитисячна армія швейцарців, ельзасців й австрійців взяла в облогу Ерікур. Карл Сміливий поспішив на допомогу з армією, що поступалась супротивнику в чисельності майже вдвічі.
Підсумок битви вирішила швейцарська піхота, атака якої змусила до втечі піхоту бургундську. Кавалерія Карла відступила, не вступаючи у бій. Гарнізон Ерікура здався переможцям.
Втрати бургундців склали близько 600 воїнів, а союзників — близько 70. У полон до ельзасців потрапили 18 найманців — ломбардців. Їх звинуватили в оскверненні церков та інших злочинах, вчинених під час вторгнення Карла Сміливого до Ельзасу. Найманців було піддано тортурам й спалено на вогнищі. З цього епізоду почались розправи над полоненими, якими займались всі сторони конфлікту, що призвело до різкого збільшення жорстокості війни.